# Yrkeskompetensbevis
Ett yrkeskompetensbevis (YKB) är en förarhandling som behövs för att köra tunga fordon i yrkesmässig trafik. Transportstyrelsen är tillsyndsmyndighet för yrkeskompetensbeviset medan Trafikverket ansvarar för provtagande, likt hur körkort fungerar. YKB är lagstiftad i Europeiska unionens direktiv, det är ett krav för alla som vill köra beställningstrafik i hela Europa. YKB finns får både lastbil och buss, det går alltså inte att köra båda fordonstyperna på samma YKB. 
Grundutbildningen för YKB är minst 140 timmar. För personer under 21 år måste man gå grundutbildning på 280 timmar. Handlingen är giltig i fem år, därefter måste man gå en fortbildning för att förnya beviset. Personer som går transportutbildning på gymnasiesskola får ta YKB från och med att man har fyllt 18 år.

## Transportstyrelsen

### Yrkesförarkompetens för förare av buss och tung lastbil
Att köra buss och lastbil i sitt yrke är ett ansvarsfullt arbete som ställer höga krav på kunskap och skicklighet. Därför finns en lag som ska säkerställa att alla förare har den kompetens som är nödvändig för yrket. Lagen innebär bland annat krav på grundläggande utbildning, som efter godkänt prov leder till ett yrkeskompetensbevis. Yrkeskompetensbeviset gäller därefter i fem år. För att få ett nytt bevis krävs att föraren går en återkommande fortbildning. Kraven i den nya lagen tillämpas från den 10 september 2008 för förare av buss och från den 10 september 2009 för förare av tung lastbil. Lagen bygger på ett direktiv som är antaget av EU och den gäller förare av transporter med fordon som kräver körkortsbehörigheterna C1, C1E, C, CE, D1, D1E, D och DE.
Ett yrkeskompetens gäller från datum för avklarat teoriprov i 5 år. När det behöver förnyas räcker en kortare fortbildning på 35 teoritimmar inkluderande 10 timmars obligatorisk övningskörning. Inget teoriprov krävs.

### Hävdvunna rättigheter
I lagen finns bestämmelser om ”hävdvunna rättigheter”.
Det innebär att förare som har eller har haft körkortsbehörighet D1, D1E, D eller DE utfärdat första gången innan 10 september 2008 eller har eller har haft C1, C1E, C eller CE utfärdat första gången innan 10 september 2009 inte ska gå någon grundutbildning och avlägga prov. De ska istället genomgå en fortbildning. På baksidan av ditt körkort kan du se datum för första utfärdande av körkortsbehörigheten. 
Fortbildning inom sju år Förare med hävdvunnen rätt som ska gå sin första fortbildning i Sverige, ska ha genomgått fortbildningen inom sju år från när lagen började tillämpas. Det innebär att den första fortbildningen ska vara genomförd senast den 10 september 2015 för persontransporter med fordon som kräver behörighet D1, D1E, D och DE
senast den 10 september 2016 för godstransporter med fordon som kräver behörighet C1, C1E, C och CE.
Den som har hävdvunna rättigheter för både gods- och persontransporter (och har både C och D-behörigheter) behöver bara genomgå en fortbildning för ett transportslag.
Medlemsstaterna inom EU har fått välja olika tidsperioder när den första fortbildningen för förare med hävdvunnen rätt ska vara genomförd. Skäl för olika tider är bland annat att de ska sammanfalla med datum när körkortet löper ut, förares födelsedatum eller körkortets nummer. 

## Yrkesförare inom EU berörs
Tidsperioden inom vilken fortbildningen ska genomföras kan vara från tre år till sju år. Det innebär att yrkesförare inom EU ska ha genomgått sin första fortbildning senast 2015 för behörighet D1, D1E, D eller DE och senast 2016 för behörighet C1, C1E, C eller CE. Därefter ska förarna ha ett yrkeskompetensbevis antingen som ett särskilt kort eller infört på körkortet vid persontransporter med buss eller vid godstransporter med tung lastbil.
Medlemsstaterna har accepterat varandras tider när den första fortbildningen för förare med hävdvunnen rätt ska vara genomförd. EU-kommissionen anser att det innebär att en förare vid internationell transport inte ska bli bötfälld i någon annan medlemsstat för att inte ha genomgått fortbildningen.
Förare ska gå fortbildningen i den medlemsstat där de har normal hemvist eller där de arbetar.